# Nouilly
Nouilly – miejscowość i gmina we Francji, w regionie Grand Est, w departamencie Mozela.
Według danych na rok 1990 gminę zamieszkiwało 408 osób, a gęstość zaludnienia wynosiła 170 osób/km² (wśród 2335 gmin Lotaryngii Nouilly plasuje się na 657. miejscu pod względem liczby ludności, natomiast pod względem powierzchni na miejscu 1213.).